# Кларънс Оберндорф
Кларънс Пол Оберндорф (на английски: Clarence Paul Oberndorf) е американски психиатър, психоаналитик и първият историк на психоаналитичното движение в САЩ. Той е един от основателите на Нюйоркското психоаналитично общество. През 1952 г. се разболява и две години по-късно умира от сърдечна тромбоза.

## Публикация
- A history of psychoanalysis in America (1953)